# Araneus pegnia
La araña mariposa (Araneus pegnia) es un arácnido de la familia Araneidae, del orden Araneae. Esta especie fue descrita por Walckenaer en 1841.

## Descripción
Se caracteriza por presentar una mancha distintiva en forma de mariposa en la parte dorsal del opistosoma, el cual es de forma circular obovada. El largo total de las hembras es cercano al medio centímetro (0.5 cm) mientras que los machos llegan a ser un tercio más pequeños. El abdomen es redondo, obovado y se presenta del mismo largo que ancho. Destacan cuatro manchas blancas, amarillas o rosadas, parcialmente unidas en una figura rectangular rodeada por una línea negra irregular en la parte dorsal media del opistosoma, que le confiere una forma de mariposa. La mitad posterior tiene tres o cuatro pares de puntos negros. El color general es amarillo parduzco claro. El cefalotórax tiene una línea media fina desde los ojos hasta el surco dorsal y marcas oscuras indistintas a los lados de la cabeza.
Las patas I y II tienen anillos ligeramente más oscuros en el extremo y en el medio de cada articulación, los pares III y IV presentan estos anillos en los extremos de las articulaciones. Él macho tiene la tibia de las patas II ligeramente curvada y engrosada con espinas grandes en el lado interno. La telaraña que esta especie realiza es de gran tamaño, la cual presenta una línea resistente, la cual corre hacia el centro de la red.

## Distribución de la especie
Esta especie distribuye desde el suroeste de los Estados Unidos de Norteamérica hasta el sur de la República Mexicana.

## Hábitat
Estas arañas se encuentran comúnmente en arbustos bajos, malezas y hierba, así como en árboles de tamaño medio.

## Estado de conservación
No se encuentra dentro de ninguna categoría de riesgo en las normas nacionales o internacionales.